# Stafford

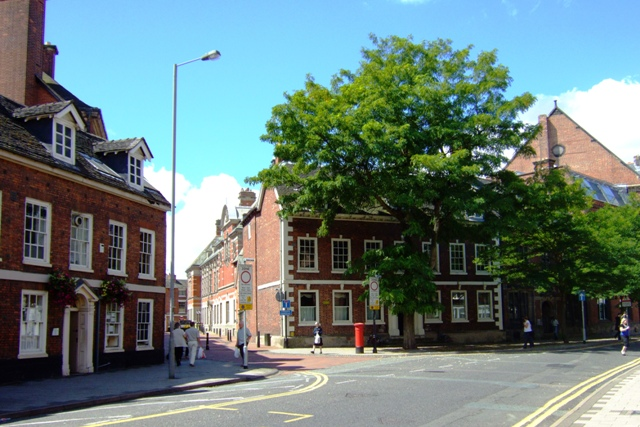

Stafford este un oraș și un district ne-metropolitan situat în Regatul Unit, reședința comitatului Staffordshire, regiunea West Midlands, Anglia. Districtul are o populație de 124.531 locuitori din care 63.681 locuiesc în orașul propriu zis Stafford.

## Orașe din district
- Stafford
- Stone